# Tusto bardo (kamenolom, Stari Grad)
Tusto bardo je kamenolom kod Starog Grada.:5. u pdf, 267.

## Kamenolom
Čini ga jedno eksploatacijsko polje kamena površine 15 ha.:22. u pdf, 284.
Približno je 2,5 km zračne udaljenosti jugozapadno od središta grada, a 1,2 km od Zapadne luke Starog Grada, uz prometnicu Stari Grad — Selca — Hvar.:13. u pdf, 275.
Na ovoj se je lokaciji tehničko-građevni kamen eksploatirao već prije u razdoblju od desetak godina, od čega je nastao površinski kop. Zbog izražene potražnje za ovom vrstom kamena razmatra se novo eksploatiranje. Koncepcija daljnje eksploatacije bazira se na proširenju započetih rudarskih radova na jedinstvenu eksploataciju vapnene i dolomitne sastavnice s razvojem otkopne fronte po čitavoj dužini (polukružno). Razmatralo se u studiji utjecaja na okoliš inačicu godišnje eksploatacije kamena od 5000 metara prostornih u sraslom stanju, na površinama od 3 x 5 hektara.
Temeljem provedenog postupka procjene utjecaja na okoliš, Ministarstvo zaštite okoliša, prostornog uređenja i graditeljstva rješenjem od 27. travnja 2009. zahvat eksploatacije tehničko građevnog kamena ocijenilo je prihvatljivim za okoliš uz primjenu mjera zaštite okoliša i programa praćenja stanja okoliša.:10. u pdf, 272.

## Gospodarenje otočkim otpadom
Pretovarna (transfer) postaja i reciklažno dvorište (kompleks u kojem se može privremeno skladištiti, selekcionirati i reciklirati korisni otpad, a ostatak kompaktirati, balirati, pripremati i pretovarivati, te odvoziti s otoka na središnje županijsko odlagalište)  planirana je na ovoj lokaciji.:13. u pdf, 275. Planirana je za područje otoka Hvara planirana kao dio županijskog sustava gospodarenja otpadom, a kao koja je integralni dio toga sustava za privremeno skladištenje, pripremu i pretovar otpada namijenjenog transportu prema središtu za gospodarenje otpadom.:7. u pdf, 269. Budući da je udaljena od naselja, a blizu luke, ocijenjena je kao pogodna točka za transfer otpada nakon pripreme (selekcioniranje, kompaktiranje, baliranje, pretovar) do plovila prema kopnu i dalje.:13. u pdf, 275.
Pretovarna postaja nalazila bi se u reljefnoj depresiji kamenoloma,:17. koju će se dodatno produbiti zbog nagiba pristupne ceste. Objekti koje bi postaja obuhvaćala bili bi::15.
- Pristupna cesta koji je poveznica s javnim pristupom (javnom cestom). Sve ceste bit će asfaltne.
- Cestovna infrastruktura unutar PS s manipulativnom površinom i potpornim zidom.
- Jama za prihvat otpada iz komunalnih vozila sa (montažnom) halom nadstrešnicom.
- Trakasti transporter s pogonskim sklopom.
- Cestovna vaga za teretna vozila.
- Kontejner za:
osoblje i kontrolu - portirni kontejner
opremu
glomazni otpad.
- Nosač foto-naponskih panela.
- Ograda oko pretovarne stanice s ulaznim vratima.
- Rasvjeta i video nadzor.